# Дашиєв Дандар Базаржапович
Дандар Базаржапович Дашиєв (19 листопада 1946 — 25 травня 2009) — радянський російський сходознавець, монголознавець, тибетолог, кандидат філологічних наук.

## Біографія
Народився 19 листопада 1946 року в улусі Турасгай Кіжингинського аймака Бурят-Монгольської АРСР.
Після навчання в середній школі вступив до медичного училища в Улан-Уде, яке закінчив у 1965 році.
У 1973 році закінчив Східний факультет Ленінградського університету за спеціальністю «монгольська філологія».
Повернувшись на батьківщину, працював у Відділі східних рукописів Бурятського наукового центру.
З 1981 року — керівник групи інформаційного забезпечення відділу тибетської медицини Бурятського інституту біології (згодом завідувач групою інформаційного забезпечення Відділу біологічно активних речовин Інституту загальної та експериментальної біології СВ РАН).
У 1997 році захистив кандидатську дисертацію на тему «Бурятська дидактична література: проблема жанрового складу».
Помер 25 травня 2009 року в Улан-Уде.

## Внесок в науку
Вперше в СРСР повністю переклав російською мовою і ввів в науковий обіг основні письмові джерела з тибетської медицини «Чжуд-ши» (1989, 2001), «Кунсана-нанзод» (1991), «Кунпан-дудзі — корисний для всіх екстракт амріти» (2008), «Вайдур'я-онбо», «Шел пхренг». Переклади супроводжувалися коментарями.
За ініціативою Дашиєва започатковано книжкову серію «Тибетська медична література» при видавництві РАН «Східна література».
Вніс в науку і практику нові дані з історії тибетської медицини. Ним були додані нові відомості про внесок бурятських емчі-лам в розвиток тибетської традиції лікування.
Розробив принципи перекладу стародавніх медичних і філософських текстів, методи ідентифікації лікарської сировини, препаратів, назв хвороб, які використовуються до цих пір в роботі підрозділів Бурятського наукового центру СВ РАН.
Результати досліджень Дашиєва багаторазово доповідалися на наукових конференціях, з'їздах, симпозіумах, міжнародних конгресах у Вашингтоні, Пекіні, Улан-Баторі, Москві. Його праці широко відомі в світовому науковому співтоваристві. Найбільш важливі наукові роботи перекладені англійською, французькою, німецькою, італійською та іншими мовами.
Перекладав бурятську літературу, раніше написану старо-монгольською і тибетською мовами.
Коло наукових інтересів і досліджень Дашиєва було дуже широким: філософія буддизму, середньовічна культура народів Центральної Азії, тибетська і монгольська філологія, джерелознавство та історіографія традиційних медичних систем.
Приділяв багато уваги підготовці молодих фахівців, виступав опонентом на кандидатських захистах, викладав в Бурятському державному університеті на східному і медичному факультетах на посаді доцента (тибетську мову та джерелознавство тибетської філософії).